# ريتشارد ماكدونالد
ريتشارد ماكدونالد (بالإنجليزية: Richard MacDonald)‏ هو نحات أمريكي، ولد في 1946 في باسادينا في الولايات المتحدة.

## وصلات خارجية
- الموقع الرسمي